# Bruno Novelli
Bruno Novelli (Verona, 28 luglio 1936 – Negrar, 14 gennaio 2003) è stato un missionario comboniano italiano, distintosi nelle ricerche linguistiche, antropologiche e per le sue pubblicazioni sul popolo karimojong.

## Biografia
Padre Novelli è nato a Verona dove ha studiato sino all'entrata nel seminario comboniano di Trento (1950). Dopo l'ordinazione sacerdotale (1964) studiò all'Università Cattolica e si laureò in Lettere Moderne con una tesi in Antropologia (Ergologia ed Etnosociologia Lotuho - Sud Sudan). 
Dal maggio 1971, Padre Novelli ha lavorato in Uganda, dapprima in West Nile, tra i kakua, e poi – dal 1972 – tra i karimojong, di cui imparò la lingua. In questo periodo cominciò ad inoltrarsi nei meandri degli studi etnografici sulle orme di illustri predecessori, primo fra tutti Padre Pasquale Crazzolara. Nel 1974 iniziò a lavorare ad una grammatica e a un dizionario karimojong, che terminerà solo nel 1979. Pubblicò inoltre molti articoli su riviste italiane e straniere. Dopo una breve parentesi in Italia (1980-82) tornò in Uganda e dette vita al museo antropologico di Moroto. 
Dopo una breve permanenza in Kenya, nel 1995 padre Novelli rientrò in Italia dove lavorò presso la redazione della rivista Nigrizia e continuò a lavorare su materiale concernente la religione karimojong sino alla sua morte.